# Tara Snyder
Tara Snyder (Wichita, 26 maggio 1977) è un'ex tennista statunitense.

## Biografia
Figlia di Darrel e Pat, ha due fratelli Darren e Damon. Nel 1995 si aggiudica l'US Open nel singolare ragazze sconfiggendo in finale Annabell Ellwood con il punteggio di 6-4, 4-6, 6-2.
Ebbe la medaglia d'argento ai XIII Giochi panamericani, perdendo contro María Vento-Kabchi (nella stessa competizione vinse anche Mariana Díaz Oliva).
Nel 1998 vinse il singolo al Bell Challenge, battendo in finale Chanda Rubin con 4–6, 6–4, 7–6(6). Nello stesso anno arrivò ad essere 33º al mondo, il 23 novembre 1998.
Nel 2004, prima del ritiro, partecipò al torneo di Wimbledon 2004 - Singolare femminile e all'Open di Francia 2004 - Singolare femminile, ma in entrambe le occasioni non superò il primo turno.

## Statistiche

### Risultati in progressione
| Sigla | Risultato               |
| ----- | ----------------------- |
| V     | Vincitore               |
| F     | Finalista               |
| SF    | Semifinalista           |
| O     | Oro olimpico            |
| A     | Argento olimpico        |
| SF    | Bronzo olimpico         |
| QF    | Quarti di Finale        |
| 4T    | Quarto turno            |
| 3T    | Terzo turno             |
| 2T    | Secondo turno           |
| 1T    | Primo turno             |
| RR    | Round Robin             |
| LQ    | Turno di qualificazione |
| A     | Assente                 |
| ND    | Non disputato           |

| Legenda superfici    |
| -------------------- |
| Cemento              |
| Terra battuta        |
| Erba                 |
| Superficie variabile |

#### Singolare nei tornei del Grande Slam
| Torneo          | 1997 | 1998 | 1999 | 2000 | 2001 | 2002 | 2003 | 2004 | 2005 | 2006 |
| --------------- | ---- | ---- | ---- | ---- | ---- | ---- | ---- | ---- | ---- | ---- |
| Australian Open | A    | 2T   | 1T   | 1T   | A    | A    | A    | 1T   | A    | A    |
| Open di Francia | A    | 2T   | 1T   | 1T   | A    | A    | A    | 1T   | A    | A    |
| Wimbledon       | A    | 2T   | 2T   | 1T   | A    | A    | A    | 1T   | A    | A    |
| US Open         | 2T   | 2T   | 3T   | 1T   | A    | A    | A    | A    | A    | A    |

#### Doppio nei tornei del Grande Slam
| Torneo          | 1997 | 1998 | 1999 | 2000 | 2001 | 2002 | 2003 | 2004 | 2005 | 2006 |
| --------------- | ---- | ---- | ---- | ---- | ---- | ---- | ---- | ---- | ---- | ---- |
| Australian Open | A    | A    | A    | 2T   | A    | A    | A    | A    | A    | A    |
| Open di Francia | A    | A    | A    | A    | A    | A    | A    | A    | A    | A    |
| Wimbledon       | A    | A    | A    | 1T   | A    | A    | A    | A    | A    | A    |
| US Open         | A    | 1T   | 1T   | 2T   | A    | A    | A    | A    | A    | A    |

#### Doppio misto nei tornei del Grande Slam
| Torneo          | 1997 | 1998 | 1999 | 2000 | 2001 | 2002 | 2003 | 2004 | 2005 | 2006 |
| --------------- | ---- | ---- | ---- | ---- | ---- | ---- | ---- | ---- | ---- | ---- |
| Australian Open | A    | A    | A    | A    | A    | A    | A    | A    | A    | A    |
| Open di Francia | A    | A    | A    | A    | A    | A    | A    | A    | A    | A    |
| Wimbledon       | A    | A    | A    | 1T   | A    | A    | A    | A    | A    | A    |
| US Open         | A    | A    | 1T   | A    | A    | A    | A    | A    | A    | A    |

## Vittorie contro giocatrici Top 10
| Stagione | 1999 | Totale |
| Vittorie | 1    | 1      |

| #    | Giocatrice     | Ranking | Evento                 | Superficie    | Turno | Punteggio     | Rank. TSR |
| ---- | -------------- | ------- | ---------------------- | ------------- | ----- | ------------- | --------- |
| 1999 |                |         |                        |               |       |               |           |
| 1.   | Amanda Coetzer | 10      | Challenge Bell, Québec | Sintetico (i) | 2T    | 6-2, 5-7, 7-5 | 106       |